# 成恵の世界 オリジナルサウンドトラック
『成恵の世界 オリジナルサウンドトラック』（なるえのせかい オリジナルサウンドトラック）は、テレビアニメ『成恵の世界』のサウンドトラックである。2003年7月24日にLantisから発売された。
テレビアニメ本編のBGMとTVサイズの主題歌が収録されている。CDジャケットには、『魔砲少女四号ちゃん』のコスプレをした七瀬成恵と八木はじめが描かれている。音楽は根岸貴幸が担当している。

## 収録曲
1. 流れ星☆（TV size） [1:32]
歌：CooRie
作詞：rino、作曲・編曲：長田直之
  - オープニングテーマ
2. 成恵な毎日 [1:12]
3. テロリストの罠 [2:41]
4. ようこそ、成恵の世界へ [1:28]
5. はじめてのデート [1:32]
6. 心配な丸尾 [1:28]
7. 優しい気持ち [1:23]
8. ちょっとコミカル [1:38]
9. H（?）な壁紙 [1:09]
10. スチールハート [1:29]
11. 星空の下 [2:00]
12. 監察庁〜大切な人 [2:18]
13. 年下のお姉ちゃん [2:08]
14. 深次元護衛艦バチスカーフ [1:34]
15. ひとりぼっちの香奈花 [1:26]
16. 転校生 [1:35]
17. 銀河系連盟 [1:47]
18. 絡まった時の糸 [1:44]
19. 見知らぬ妹（?） [1:19]
20. 心理パラグラフ [1:24]
21. 大切な人（PIANO ver.） [1:17]
22. 市民プール [1:56]
23. 和人の災難 [1:36]
24. 香奈花のいたずら [1:24]
25. ヴァーチャルゲーム [1:23]
26. 奇跡の星 [1:56]
27. 奇遇なふたり（正と成美） [1:26]
28. ちょっとコミカル [0:52]
29. 大津波が来る! [1:28]
30. 高速護衛艦ハルナ〜大切な人 [2:18]
31. 元気ちゅー? [1:45]
32. コスプレ大作戦 [1:42]
33. 和人の心配ごと [1:53]
34. 四号ちゃん登場 [1:18]
35. 奇遇なふたり（人間と星船） [1:04]
36. 銀河系連盟 [0:53]
37. 大切な人 [1:21]
38. 祭の夜 [1:29]
39. テロリストの再来 [1:44]
40. 絶体絶命 [1:47]
41. 守って下さい [1:30]
42. アイスクリイム（TV size） [1:32]
歌：千葉紗子
作詞・作曲・編曲：梶浦由記
  - エンディングテーマ